# Victoria Bridge (Glasgow)
Die Victoria Bridge ist eine Straßenbrücke in der schottischen Stadt Glasgow. 1970 wurde das Bauwerk in die schottischen Denkmallisten in der höchsten Denkmalkategorie A aufgenommen. Des Weiteren ist sie zusammen mit verschiedenen umliegenden Brücken Teil eines Denkmalensembles der Kategorie A.

## Geschichte
Im Spätmittelalter befand sich am Standort eine Holzbrücke. Nachdem diese baufällig geworden war, veranlasste Bischof William Rae um 1340 den Bau einer Steinbrücke, der Stockwell Bridge. Die 3,7 m breite Brücke überspannte den Clyde mit acht Bögen. Im Jahre 1777 wurde das Bauwerk um drei Meter erweitert und zwei zusätzliche Bögen an der Nordseite hinzugefügt. Bis 1845 war die Brücke auf eine Breite von 10,4 m bei einer Länge von 126 m angewachsen.
Um 1850 entschied man sich für einen Brückenneubau. Die heutige Victoria Bridge wurde zwischen 1851 und 1854 nach einem Entwurf des Ingenieurs James Walker erbaut. Der lokale Unternehmer William Scott führte die Arbeiten aus. Die Gesamtkosten beliefen sich auf 46.206 £.

## Beschreibung
Der Mauerwerksviadukt aus Sandstein ist mit grauem Granit verblendet. Er führt eine innerstädtische Straße am oberen Hafen am Südostrand der Innenstadt über den Clyde. Die Victoria Bridge überspannt den Fluss mit fünf flachen Segmentbögen. Mit 24,4 m weist der zentrale Bogen die größte Spanne auf. Nach außen werden die Bögen mit 23,2 m und 18,3 m paarweise sukzessive kürzer. An den Pfeilern treten spitze Eisbrecher hervor.